# Kútniky
Kútniky (bis 1948 slowakisch „Hegyéte“; ungarisch Hegyéte) ist eine Gemeinde im Südwesten der Slowakei mit 1505 Einwohnern (Stand 31. Dezember 2024). Sie gehört zum Okres Dunajská Streda, einem Teil des Trnavský kraj.

## Geographie
Die Gemeinde befindet sich im mittleren Teil der Großen Schüttinsel, einem Teil des slowakischen Donautieflands. Südöstlich von Kútniky verläuft der Kanal Gabčíkovo–Topoľníky zwischen dem Donau-Kraftwerk Gabčíkovo und der Kleinen Donau. Das Ortszentrum liegt auf einer Höhe von 115 m n.m. und ist dreieinhalb Kilometer von Dunajská Streda entfernt.
Nachbargemeinden sind Veľké Dvorníky im Norden, Ohrady im Nordosten, Dolný Bar im Osten, Mad im Süden, Povoda im Südwesten und Dunajská Streda im Westen.

## Geschichte
Die heutige Gemeinde entstand 1960 durch Zusammenschluss folgender Orte, die bis heute Katastralgemeinden bleiben:
- Blažov (Fläche 5,424 km²,[3] ungarisch Balázsfa)
- Heďbeneéte (Fläche 3,388 km², ungarisch Hegybeneéte)
- Töböréte (Fläche 2,174 km², ungarisch Töböréte)

Der ursprüngliche Ort wurde zum ersten Mal 1240 als Ety schriftlich erwähnt. Aus dem ursprünglichen Ort entwickelten sich insgesamt sieben Dörfer, einige haben immer noch den Namenszusatz -éte.
Bis 1919 gehörten die im Komitat Pressburg liegenden Orte zum Königreich Ungarn und kamen danach zur Tschechoslowakei beziehungsweise heute Slowakei. 1938–45 lagen sie aufgrund des Ersten Wiener Schiedsspruchs noch einmal in Ungarn.
Von 1960 bis 1990 war zudem Povoda Teil der Gemeinde Kútniky.

## Bevölkerung
| Jahr                | 1994 | 2004     | 2014     | 2024    |
| ------------------- | ---- | -------- | -------- | ------- |
| Anzahl der Personen | 817  | 1040     | 1382     | 1505    |
| Unterschied         |      | +27,29 % | +32,88 % | +8,90 % |

| Jahr                | 2023 | 2024    |
| ------------------- | ---- | ------- |
| Anzahl der Personen | 1503 | 1505    |
| Unterschied         |      | +0,13 % |

Nach der Volkszählung 2011 wohnten in Kútniky 1259 Einwohner, davon 994 Magyaren, 235 Slowaken, elf Tschechen, zwei Deutsche und jeweils ein Mährer, Pole und Serbe; drei Einwohner gaben eine andere Ethnie an. Elf Einwohner machten keine Angabe. 955 Einwohner bekannten sich zur römisch-katholischen Kirche, 83 Einwohner zur reformierten Kirche, 31 Einwohner zur evangelischen Kirche A. B., neun Einwohner zur evangelisch-methodistischen Kirche, sieben Einwohner zu den Zeugen Jehovas, fünf Einwohner zur griechisch-katholischen Kirche und drei Einwohner zur orthodoxen Kirche; vier Einwohner bekannten sich zu einer anderen Konfession. 130 Einwohner waren konfessionslos und bei 32 Einwohnern wurde die Konfession nicht ermittelt.

## Verkehr
Durch den Ortsteil Töböréte verläuft die Straße 1. Ordnung 63 (Bratislava–Dunajská Streda–Komárno); westlich von jeweils Blažov und Töböréte befindet sich eine Haltestelle an der Bahnstrecke Bratislava–Komárno.